# كارل بلكينغتون
كارل بلكينغتون (بالإنجليزية: Karl Pilkington)‏ (و. 1972  م) هو كاتب، وممثل، ومقدم برامج إذاعية، وممثل أفلام، ومقدم تلفزيوني، وممثل كوميدي، وممثل تلفزي بريطاني، بدأ مشواره المهني سنة 1998.

## وصلات خارجية
- كارل بلكينغتون على موقع IMDb (الإنجليزية)
- كارل بلكينغتون على موقع روتن توميتوز (الإنجليزية)
- كارل بلكينغتون على موقع ألو سيني (الفرنسية)
- كارل بلكينغتون على موقع ميوزك برينز (الإنجليزية)
- كارل بلكينغتون على موقع ديسكوغز (الإنجليزية)
- كارل بلكينغتون على موقع قاعدة بيانات الفيلم (الإنجليزية)
- كارل بلكينغتون على موقع كينوبويسك (الروسية)

- كارل بلكينغتون في قاعدة بيانات الأفلام على الإنترنت